# Sir Arthur Conan Doyle's The Lost World
Sir Arthur Conan Doyle's The Lost World (El mundo perdido de Sir Arthur Conan Doyle) es el título de la serie de televisión basada en la novela El mundo perdido del autor británico sir Arthur Conan Doyle, que trata sobre una expedición a una meseta sudamericana de la selva amazónica venezolana en donde aún sobreviven animales prehistóricos y otros seres primitivos. 
Fue basada solamente como una adaptación libre de la novela original, compartiendo principalmente sólo su título, la premisa básica y algunos nombres de las caracterizaciones literarias de Conan Doyle. Una de sus grandes diferencias con la obra que le dio origen, es que algunos personajes no aparecen, mientras se incluyeron otros nuevos.
Funcionó solo por tres temporadas (1999-2001), siendo una súper producción de gran presupuesto, realizada por tres países: Australia, Nueva Zelanda y Canadá.
Esto le permitió competir con las mejores y más costosas series originadas en los Estados Unidos en esa época, para ser distribuida y comercializada con gran éxito en varias naciones alrededor del mundo.
En general, la serie fue filmada en locaciones de Australia y ocasionalmente en bosques de Nueva Zelanda. 
Debido a la legislación fiscal de Australia, una obra cinemátográfica podía incluir solamente unos cuántos actores y productores no nacionales para calificar en la obtención de beneficios fiscales, lo que hizo los costos de operación tan altos que llevaron a serios problemas económicos a los realizadores.
Aunque mantenía una audiencia muy importante, The Lost World finalmente fue cancelada en 2002 de forma totalmente sorpresiva e imprevista después de que fracasaran las negociaciones de financiaciamiento para una cuarta temporada, aspecto que no solucionaron al día de hoy.
Con ello, dejaron al público a la expectativa y con la duda de si volverían a retomar la serie en algún momento y así darle una conclusión apropiada a la misma, o al menos similar a la del libro.
Las tres temporadas (66 episodios) fueron lanzadas en "Box sets" de DVD en 2004. La serie continuó siendo distribuida para en los Estados Unidos en el canal de televisión TNT.

## Personajes
- Profesor George Edward Challenger (Peter McCauley) (Temporada 1-3 )— líder de la expedición a la meseta sudamericana, es algo terco pero buena persona.
- Marguerite Krux (Rachel Blakely) (Temporada 1-3 )— la dama que da el apoyo económico para al expedición, tiene un pasado que la involucra con la brujería, está enamorada de Roxton.
- Lord John Richard Roxton (William Snow) (Temporada 1-3 )— un aventurero, ambicioso pero noble, es el protector del grupo, tiene un antepasado que era pirata que en el final de la 3o temporada lo confunden con él, está enamorado de Marguerite.
- Veronica (Jennifer O’Dell) (Temporada 1-3 )— una bella joven que vive en el mundo perdido, es una peleadora de profesión, se enamoró de Malone y su familia es quien se encarga de la protección del mundo perdido.
- Edward "Ned" T. Malone (David Orth) (Temporada 1-3 (hasta el episodio 10))— es un reportero americano que se une al ser convencido por Challenger, se enamora de Veronica con quien tiene un romance, abandona al grupo para poner sus asuntos en control. Un dato curioso: en los capítulos pilotos de la serie Malone fue interpretado por otro actor William de Vry
- Profesor Arthur Summerlee (Michael Sinelnikoff) (Temporada 1)— el científico del grupo, es noble, muere al caer al precipicio en la batalla contra los bárbaros. Un dato curioso: Michael Sinelnikoff ya había interpretado este papel en la película El Mundo Perdido de 1998 solo con una excepción, el nombre; en la serie es Arthur y en la película es Leo.
- Finn (Lara Cox) (Temporada 3 (desde el episodio 15))— es una joven que viene del futuro, es enemiga del conquistador del mundo perdido, por las cuestiones de la guerra tuvo que aprender a luchar, tiene como arma una ballesta.

## Resumen

### Temporada Uno
Al inicio del siglo XX, el profesor George Edward Challenger encuentra a un moribundo señor que le muestra un libro con un mapa donde se encuentra una meseta donde las criaturas prehistóricas han podido sobrevivir. Exponiendo el descubrimiento la comunidad científica lo toma como una burla con excepción de 4 personas; el profesor Arthur Summerlee, el aventurero Lord John Richard Roxton, la dama Marguerite Krux y el reportero americano Edward "Ned" T. Malone.
En la expedición el grupo es acompañado por un grupo indio que fue contratado por Challenger, en la noche hubo una masacre dejando solamente vivos al profesor Challenger, Summmerlee, Roxton, Marguerite y Malone y a un sirviente leal al profesor Challenger. Son atacados por los nativos que protegen la entrada a la meseta haciendo que el grupo sin el sirviente huyan en un globo aerostatico y entrar a una tormenta eléctrica.
Caen del globo, Malone es salvado por Veronica, una bella mujer que ha vivido en la meseta gran parte de su vida, después de ayudar a luchar con los hombres mono, evadir un T-rex, obtener un huevo de un ptedoractido y salvar a la amiga de Veronica, el grupo decide irse de la meseta, pero en el intento de salir hay un terremoto haciendo que la única salida conocida sea destruida igual que la muestra de la existencia del mundo perdido, el huevo de dinosaurio. 
con este evento el grupo decide quedarse con Veronica hasta encontrar una salida para ir a casa. La 1ª temporada termina cuando el grupo decide irse pero hay fallas y tienen que bajar en una zona desconocida donde habitan los bárbaros, son capturados  Challenger, Marguerite, Roxton y Summerlee. pero son rescatados por Veronica y Malone pero en el intento de escape Summerlee, Malone caen al vacío, dejando solo vivos a Roxton y a Challenger en el puente y a Marguerite y a Veronica en el otro extremo, pero un antiguo enemigo lanza una bolsa con dinamita que destruye al puente haciendo que Roxton y Challenger caigan al vacío.

### Temporada Dos
Marguerite y Veronica deciden buscar a sus amigos, Challenger las captura pensando que eran los bárbaros, Malone es rescatado de un pterodactilo y Roxton es ayudado por el enemigo que venció cuando viajó a su mundo, se encuentra el equipo pero se revela que Summerlee ha muerto ya que cayó en una laguna de la cual no pudo salir (aunque no se ve su cuerpo), entonces el grupo ahora de 5 decide seguir investigando la meseta. En esta nueva temporada el grupo de expedición tendrá que combatir con varios y nuevos enemigos como los marcianos o las amazonas. En el final de temporada lleva un dirigible a la meseta, pero tiene una maldición, el capitán de ese dirigible huye dejando atrapados a Challenger, Roxton, Marguerite, Malone y Veronica.Termina cuando el capitán y Malone se lanzan ambos por la puerta, el dirigible choca con una montaña y se incendia quemando a Challenger, Roxton, Marguerite y a Veronica.

### Temporada Tres
Todo el equipo se reúne en la meseta después de derrotar al capitán del dirigible pero Malone está perdido, y se le cree que ha muerto, pero es ayudado por Veronica para salir de inframundo; luego el grupo decide hacer un intento de escape pero entrar al interior de una montaña donde hay vida humana pero deben irse por la gran parte de esa vida humana es hostil, al llegar a la superficie todos caen excepto Veronica quien se queda en globo y se va por un tiempo. Antes que Veronica regrese Malone se va de la casa del árbol para tener paz interior por algunos meses. Al regreso de Veronica se presenta un nuevo personaje llamado Finn, que viene del futuro con Roxton, Challenger y Maguerite después de que los 3 anteriores viajaran al futuro. En esta temporada se revelan secretos de gran magnitud como el legado de Veronica de proteger a la meseta, que Marguerite viene de una descendencia de la brujería. Esta temporada acaba con el episodio "El Corazón de la Tormenta" donde Challenger es atrapado por una sociedad del futuro que le va a abrir la mente pra evitar que revele al mundo la existencia de la meseta, Marguerite es atrapada por un grupo de humanos que la confunden con una bruja que los maldecía, Roxton es perseguido por españoles creyendo que era el pirata Roxton que tiene un parecido con John Richard Roxton y Finn regresa a su época pero en una situación no muy buena va a ser atropellada por un automóvil. Veronica está descifrando lo que significa su legado y a la vez todos van a morir al mismo tiempo. 
Cuando fue cancelada la serie este capítulo se le denominó como el final de la serie.

## Temporadas
| Temporada Episode# | Season 1                         | Season 2           | Season 3                             |
| ------------------ | -------------------------------- | ------------------ | ------------------------------------ |
| 1                  | The Journey Begins (Pilot pt. 1) | All or Nothing     | Out of the Blue                      |
| 2                  | Stranded (Pilot pt. 2)           | Amazons            | The Travelers                        |
| 3                  | More Than Human                  | Tourist Season     | An Eye for an Eye                    |
| 4                  | Néctar                           | Stone Cold         | True Spirit                          |
| 5                  | Cave of Fear                     | Divine Right       | The Knife                            |
| 6                  | Salvation                        | Skin Deep          | Fire in the Sky                      |
| 7                  | Blood Lust                       | London Calling     | Dead Man's Hill                      |
| 8                  | Out of Time                      | The Prisoner       | Hollow Victory                       |
| 9                  | Paradise Found                   | The Games          | A Witch's Calling                    |
| 10                 | The Beast Within                 | The Source         | Brothers in Arms                     |
| 11                 | Creatures of the Dark            | Trophies           | Ice Age                              |
| 12                 | Tribute                          | Voodoo Queen       | The End Game                         |
| 13                 | Absolute Power                   | The Guardian       | Phantoms                             |
| 14                 | Camelot                          | Under Pressure     | The Secret                           |
| 15                 | Unnatural Selection              | The Outlaw         | Finn                                 |
| 16                 | Time After Time                  | Quality of Mercy   | Suspicion                            |
| 17                 | Prodigal Father                  | Mark of the Beast  | The Imposters                        |
| 18                 | Birthright                       | Survivors          | The Elixir                           |
| 19                 | Resurrection                     | The Pirate's Curse | Tapestry                             |
| 20                 | The Chosen One                   | The Visitor        | Legacy                               |
| 21                 | Prophecy                         | A Man of Vision    | Trapped                              |
| 22                 | Barbarians at the Gate           | Into the Fire      | Heart of the Storm final de la serie |